# Ibrahim Iyad
Ibrahim Iyad Abdou Issimaila (Marsiglia, 11 gennaio 1987) è un calciatore francese naturalizzato comoriano, centrocampista del Marignane-Gignac-Côte Bleue 2.

## Carriera

### Club
Gioca dal 2008 al 2009 al Gazélec Ajaccio. Nel 2010 si trasferisce all'Aix. Nel 2013 passa al Côte Bleue.

### Nazionale
Debutta in nazionale il 15 novembre 2011, in Mozambico-Comore.